# Ámbar (telenovela)
Ámbar es una telenovela chilena de comedia romántica creada y escrita por Daniella Castagno. Se estrenó por Mega el 22 de agosto de 2016 y finalizó el 10 de abril de 2017.
Protagonizada por Giulia Inostroza, en el personaje titular, junto a Gonzalo Valenzuela y Sigrid Alegría, y cuenta con el papel antagonista de Álvaro Morales.

## Argumento
Ámbar (Giulia Inostroza) es una niña de 8 años que se traslada desde Valdivia a Santiago con su abuela Nené (Coca Guazzini), Luli (Yamila Reyna), su nana de toda la vida, y Matilde (Sigrid Alegría) su mamá. Las cuatro arriban a la capital por una nueva y atractiva oportunidad laboral en el corretaje de propiedades que se le da a Matilde, lo que significará un verdadero cambio en sus rutinas diarias.
En su nueva vida en Santiago, Ámbar y Matilde conocen a Daniel Marambio, "Dany" (Gonzalo Valenzuela), un treintón alegre y entusiasta que adora a su madre y que lleva diez años de relación con Carla (María José Bello). Es chofer de un furgón escolar del colegio Saint Valentine, un hombre atípico, muy cercano y preocupado de los alumnos que traslada a diario. Sus ratos libres los dedica a vivir al máximo, al fútbol y a los asados. Pocas cosas lo enojan. 
La vida de los tres se cruzará cuando Matilde no tenga más opción que confiar en el trabajo de Dany para que su hija llegue al colegio, ya que los tiempos no le dan para ella poder hacerlo. Con el paso de las semanas, Ámbar se encantará con Dany, y así se transformará en una de sus personas favoritas. Ante sus ojos, él es el papá que jamás tuvo, y Matilde comienza a hacerse parte de estos sentimientos a pesar de él ser una persona muy distinta a ella y a su estructurada forma de ser. 
Matilde es una madre soltera, perfeccionista, muy organizada y esforzada, y ha debido criar sola a su hija. El gran amor que siente por Ámbar la ha vuelto aprensiva y desconfiada con todo el mundo. Todo se le complica aún más cuando al llegar a su nuevo empleo descubre que su jefe en la oficina de propiedades es Cristóbal (Álvaro Morales), un antiguo amor (y padre Biológico de Ámbar), quien nueve años después está dispuesto a reconquistarla cueste lo que cueste.

## Reparto
- Gonzalo Valenzuela como Daniel "Dany" Marambio[1]
- Sigrid Alegría como Matilde Errázuriz[2]
- Álvaro Morales como Cristóbal Moller[3]
- María José Bello como Carla Pino
- Fernando Larraín como Gastón Fernández
- Katyna Huberman como Ximena Segura
- Coca Guazzini como Inés "Nené" Riquelme[4]
- Solange Lackington como Mireya Zúñiga
- Claudio Arredondo como Rogelio Pino
- Tatiana Molina como Rosa Maldonado
- Ignacio Achurra como Manuel Pino
- Yamila Reyna como Eulalia "Luli" Suazo
- Magdalena Müller como Ana "Anita" Pino
- Renato Jofré como Alexis "Alex" Santibáñez
- Li Fridman como Ignacia Bilbao
- Giordano Rossi como Mateo Fernández
- Manuela Opazo como Francisca "Fran" Silva
- Giulia Inostroza como Ámbar Moller
- Emilia Echavarría como Javiera Fernández
- Nicolás Risnik como Cristián Bilbao

## Banda sonora
| Intérprete                          | Tema                   | Personaje(s)        | Actor(es)                              |
| ----------------------------------- | ---------------------- | ------------------- | -------------------------------------- |
| Márama                              | «Nena»                 | Tema central        | Tema central                           |
| David Bisbal                        | «Me enamoré de ti»     | Matilde y Dany      | Sigrid Alegría y Gonzalo Valenzuela    |
| CNCO                                | «Quisiera»             | Matilde y Cristóbal | Sigrid Alegría y Álvaro Morales        |
| Rombai                              | «Yo también»           | Carla y Dany        | María José Bello y Gonzalo Valenzuela  |
| Chino y Nacho con Daddy Yankee      | «Andas en mi cabeza»   | Anita y Mateo       | Magdalena Müller y Giordano Rossi      |
| Vi-Em                               | «Si le robo un beso»   | Anita y Álex        | Magdalena Müller y Renato Jofré        |
| Sonny & Vaech                       | «Poquito a poquito»    | Francisca y Álex    | Manuela Opazo y Renato Jofré           |
| Hueso Carrizo                       | «My candy favorito»    | Cristóbal y Ámbar   | Álvaro Morales y Giulia Inostroza      |
| Márama                              | «Loquita»              | Ignacia y Mateo     | Li Fridman y Giordano Rossi            |
| Bigal & L Jake                      | «Tu y yo»              | Cristian y Ámbar    | Nicolás Risnik y Giulia Inostroza      |
| Chico Trujillo                      | «Loca»                 | Mireya y Rogelio    | Solange Lackington y Claudio Arredondo |
| Vian Yovi                           | «Háblame de ti»        | Mireya y Rogelio    | Solange Lackington y Claudio Arredondo |
| Mano Arriba                         | «Llámame más temprano» | Luli y Manuel       | Yamila Reyna e Ignacio Achurra         |
| Gente de Zona                       | «Algo contigo»         | Locaciones          | Locaciones                             |
| Kevin Flores                        | «Asómate a la ventana» | Locaciones          | Locaciones                             |
| Kevin Flores                        | «La invité a bailar»   | Locaciones          | Locaciones                             |
| Enrique Iglesias Ft. Wisin          | «Duele el corazón»     | Locaciones          | Locaciones                             |
| Alkilados                           | «Me ignoras»           | Locaciones          | Locaciones                             |
| Eyci and Cody con Ray               | «Zumbando»             | Locaciones          | Locaciones                             |
| Carlos Vives ft. Shakira            | «La bicicleta»         | Locaciones          | Locaciones                             |
| Los Cadillac's Ft. Wisin            | «Me marchare»          | Locaciones          | Locaciones                             |
| Lil Silvio & El Vega                | «Que tengo que hacer»  | Locaciones          | Locaciones                             |
| David Versailles ft. Mario Guerrero | «Bendita locura»       | Locaciones          | Locaciones                             |

## Premios y nominaciones
| 2016 | Copihue de Oro |              |                |          |
| 2016 | Copihue de Oro | Mejor actriz | Sigrid Alegría | Nominada |

## Versiones
- Tenías que ser tú, adaptación mexicana, telenovela de Televisa de 2018, producida por Mapat L. de Zatarain y protagonizada por Ariadne Díaz y Andrés Palacios.